# 长安中路

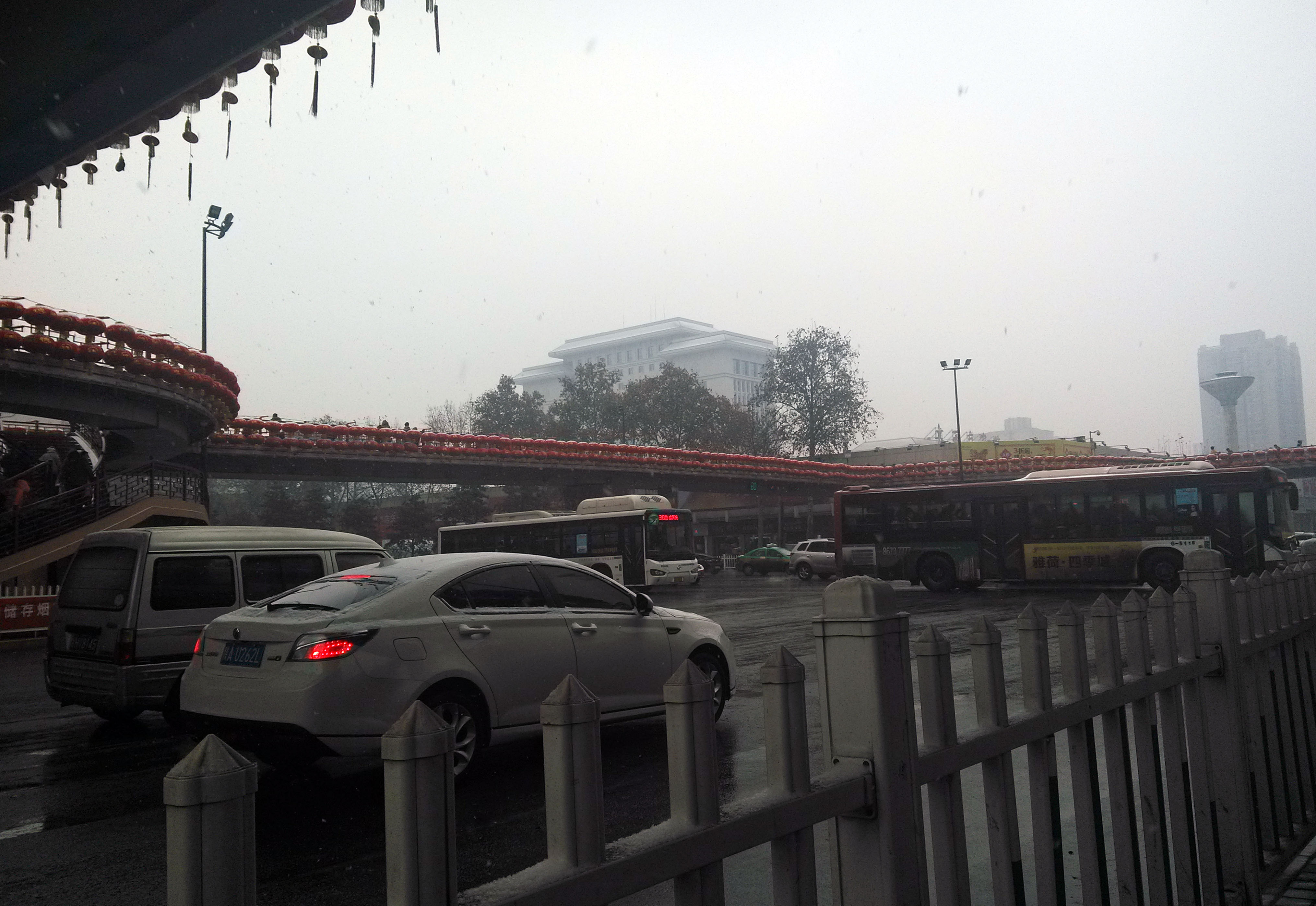
小寨十字与过街天桥

长安中路是位于陕西省西安市南郊的一条道路。长安中路与长安南路、长安北路、南关正街、南大街、北大街、北关正街、未央路等街道一起，构成了西安市的南北中轴线。长安南路在行政区划上分别由雁塔区管辖。
位于长安中路的小寨是西安商业较为繁华的区域之一。

## 沿街单位
西安音乐学院、育才中学、大兴善寺、陕西省军区等单位分布于长安中路沿线。

## 交通

### 地铁
位于长安中路的小寨站是西安地铁2号线与3号线的换成车站。